# Tutta Rolf

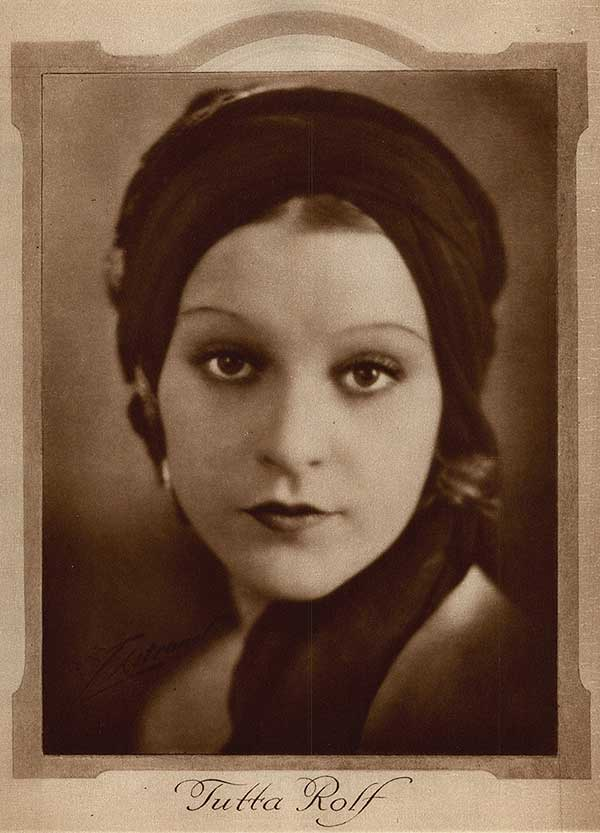
Rolf en 1931

Tutta Rolf (Oslo, 7 de octubre de 1907–Los Ángeles, 26 de octubre de 1994) fue una actriz teatral y cinematográfica, y cantante, de origen noruego sueco. 
Nacida en Oslo, Noruega, su verdadero nombre era Jenny Solwieg Berntzen. Actuó en 14 filmes entre 1932 y 1939. Había estado casada con Ernst Rolf (1930–1932), Jack Donohue (1936–1950) y Hasse Ekman (1953–1972). Fue la madre del montador ganador de un Premio Oscar Tom Rolf.
Ella falleció en Los Ángeles, California, en 1994.

## Selección de su filmografía
- Paramount on Parade (1930)
- Vi som går köksvägen (1932)
- Kärlek och kassabrist (1932)
- Lyckans gullgossar (1932)
- Kära släkten (1933)
- Fasters millioner (1934)
- En stilla flirt (1934)
- Under falsk flagg (1935)
- Swedenhielms (1935)
- Äventyret (1936)
- Sara lär sig folkvett (1937)
- Den stora kärleken (1938)
- Dollar (1938)
- Ombyte förnöjer (1939)
- Valfångare (1939)